# Сочиво
Сочиво — сік з насіння, що вживається для приправи, замість олії, а також їжа, приправлена цим соком. Часто так називали особливу пісну страву (кутю) з обварених зерен пшениці, іноді рису або сочевиці, змішаних з насіннєвим (маковим, мигдалевим або горіховим) соком («сочивом», звідки і походить назва) і з медом.